# Домославль (Вышневолоцкий район)
Домосла́вль — деревня в Вышневолоцком районе Тверской области. Относится к Холохоленскому сельскому поселению.
Через деревню проходит федеральная автодорога Москва — Санкт-Петербург М10 (E 105), от которой отходит автодорога «Домославль — Ильинское — Княщины». Расстояние от районного центра города Вышнего Волочка составляет 25 км.
Население по переписи 2002 года — 26 человек (9 мужчин, 17 женщин), по переписи 2010 года — 15 человек.

## История
В 1812 году в казенной деревне Домославль числилось 144 души экономических крестьян Бабской экономической вотчины (село Бабье на Тверце). В 1859 году согласно списку населенных мест Тверской губернии в Домославле значилось 60 дворов, 315 жителей. Имелась часовня Рождества Богородицы.
По данным 1886 года в деревне Домославль 53 двора, 272 жителя. В это время деревня — центр Домославской волости Вышневолоцкого уезда Тверской губернии и относилась к Бабскому приходу. В деревне имелись школа грамотности, кузница, торговая лавка. Грамотных было 55 человек, учащихся — 5. В 1895 году было открыто Домославльское земское одноклассное училище (в начале 1920-х годов реорганизовано в начальную школу I ступени).
Перед войной деревня Домославль (40 дворов) центр сельсовета Вышневолоцкого района Калининской области. В годы Великой Отечественной войны в Домославле располагался крупный аэродром, где базировались части дальнебомбардировочной авиации. На фронтах (1941—1945) погибли 13 жителей деревни.
В деревне располагался колхоз "Коммунар", который в 1970 году вошел в состав совхоза «Рогачевский». 
В 1980-е годы в Домославле отделение совхоза «Рогачевский», школа, почта, магазин. 
Население в 1958 г. составляло 67 человек, в 1980 г. — 60 человек.
В 1997 году — 21 хозяйств, 41 житель.
В настоящее время в деревне имеются кафе и стоянка большегрузных автомобилей.

## Известные люди
- В д. Домославль родился Лоцманенко Николай Семенович (1891—1924), тверской революционер, его именем назван посёлок железнодорожников в Твери.